# Extensus latus
Extensus latus är en insektsart som beskrevs av Huang 1989. Extensus latus ingår i släktet Extensus och familjen dvärgstritar. Inga underarter finns listade i Catalogue of Life.